# 耶洛班克鎮區 (明尼蘇達州拉基帕爾縣)
耶洛班克鎮區（英語：Yellow Bank Township）是位於美國明尼蘇達州拉基帕爾縣的一個行政鎮區。

## 地方資料
耶洛班克鎮區的面積為91.53平方千米，當中陸地面積為91.20平方千米，而水域面積為0.33平方千米。根據2020年美國人口普查的數據，當地共有人口140人，而人口密度為每平方千米1.53人。